# Thelypteris prominula
Thelypteris prominula är en kärrbräkenväxtart som först beskrevs av Christ, och fick sitt nu gällande namn av C. Reed. Thelypteris prominula ingår i släktet Thelypteris och familjen Thelypteridaceae. Inga underarter finns listade.